# O Projeto Adam
The Adam Project (bra/prt: O Projeto Adam) é um filme americano de 2022, dirigido por Shawn Levy, a partir de um roteiro escrito por Jonathan Tropper, T.S. Nowlin, Jennifer Flackett e Mark Levin. É estrelado por Ryan Reynolds, Mark Ruffalo, Jennifer Garner, Walker Scobell, Catherine Keener e Zoë Saldaña. A trama segue um piloto que volta no tempo e encontra seu eu mais jovem.
A produção do filme começou em 2012 com Tom Cruise confirmado para estrear. O filme então caiu no inferno do desenvolvimento até que a Netflix adquiriu os direitos de distribuição. As gravações começaram em novembro de 2020 e terminaram em março de 2021. O filme foi lançado na Netflix em 11 de março de 2022 e recebeu críticas positivas dos críticos pelas performances, direção de Levy e efeitos visuais.

## Sinopse
Depois de cair acidentalmente em 2022, o piloto de caças que viaja no tempo, Adam Reed, se junta ao seu eu de 12 anos em uma missão para salvar o futuro.

## Enredo
Em um 2050 distópico, o piloto de caça Adam Reed rouba seu jato temporal e escapa no tempo em uma missão de resgate para 2018. No entanto, ele acidentalmente cai em 2022, onde Adam encontra seu eu de 12 anos que está lutando com a recente morte de seu pai Louis em um acidente de carro. Adam relutantemente pede a ajuda de seu eu mais jovem para consertar seu jato e revela que está procurando por sua esposa, Laura, que supostamente foi morta em um acidente durante uma missão em 2018.
Adam está sendo perseguido por Maya Sorian, a líder do mundo distópico e seu tenente Christos que tentam prender Adam e levá-lo de volta para 2050. Os Adams são resgatados por Laura, que revela que ela escapou de uma tentativa de assassinato e ficou presa no passado. Laura descobriu que Sorian havia viajado no tempo e alterado o passado para ter o controle da viagem no tempo e do futuro.
Laura pede a Adam que viaje de volta a 2018 e destrua a viagem no tempo, que foi criada por seu pai Louis, a fim de acertar as coisas e salvar o futuro. Sorian ataca e Laura se sacrifica para que os dois Adams possam escapar. Perseguido por Sorian e com energia suficiente para um salto no tempo, Adam e seu eu mais jovem voltam para 2018.
Em 2018, os dois Adams tentam pedir a ajuda de Louis, mas ele se recusa por se preocupar com o impacto científico no fluxo do tempo. O Adam mais jovem confronta seu eu futuro sobre sua amargura e raiva e percebe que a fonte disso é sua dor persistente pela morte de seu pai. Quando os dois lançam um ataque para destruir o acelerador de partículas de Louis, Louis muda de ideia e se junta à missão, fazendo com que eles recuperem o disco rígido contendo a única cópia de seu algoritmo que permite viajar no tempo.
Uma batalha irrompe entre os Adams, Louis, Sorian, o eu mais jovem dela, os soldados de Sorian e Christos, resultando na sobrecarga do acelerador de partículas. Sorian tenta atirar em Louis com uma bala perfurante, mas o campo magnético do acelerador desvia a trajeto, fazendo com que a bala mate a versão mais jovem de Sorian, apagando a Sorian do futuro da existência enquanto os Reeds fogem.
Com a viagem no tempo destruída e o futuro acertado, Louis opta por não saber de seu próprio destino (embora esteja fortemente implícito que ele o descobre) e, em vez disso, desfruta de um jogo de baisebol com as duas versões de seu filho antes que os Adams retornem aos seus próprios tempos. Em 2022, Adam deixa de lado sua amargura e raiva e se reconcilia com sua mãe, de quem está distante desde a morte de Louis. Anos depois, um adulto muito mais feliz, Adam, conhece Laura pela primeira vez em uma situação que espelha seu primeiro encontro na linha do tempo original.

## Elenco
- Ryan Reynolds como Adam Reed, um piloto do tempo que arrisca sua vida para tentar descobrir a verdade por trás do desaparecimento de sua esposa
  - Walker Scobell como Adam Reed (criança), um garoto de 12 anos bulinado que sofre de asma
- Mark Ruffalo como Louis Reed, o pai de Adam e um brilhante físico quântico que escreveu o algoritmo necessário para uma viagem no tempo controlada
- Jennifer Garner como Ellie Reed, a mãe de Adam
- Catherine Keener como Maya Sorian, uma empresária que financiou a pesquisa de Louis e mais tarde aproveitou sua morte para monopolizá-la em benefício próprio e criar um futuro onde ela é a mulher mais poderosa do mundo. Keener também interpreta a versão mais jovem de Sorian
- Zoë Saldaña como Laura, a esposa de Adam e uma pilota do tempo que ficou presa em 2018 após um atentado fracassado contra sua vida
- Alex Mallari Jr. como Christos, ex-colega de Adam e Laura, agora um implacável agente de segurança empregado por Sorian

## Produção

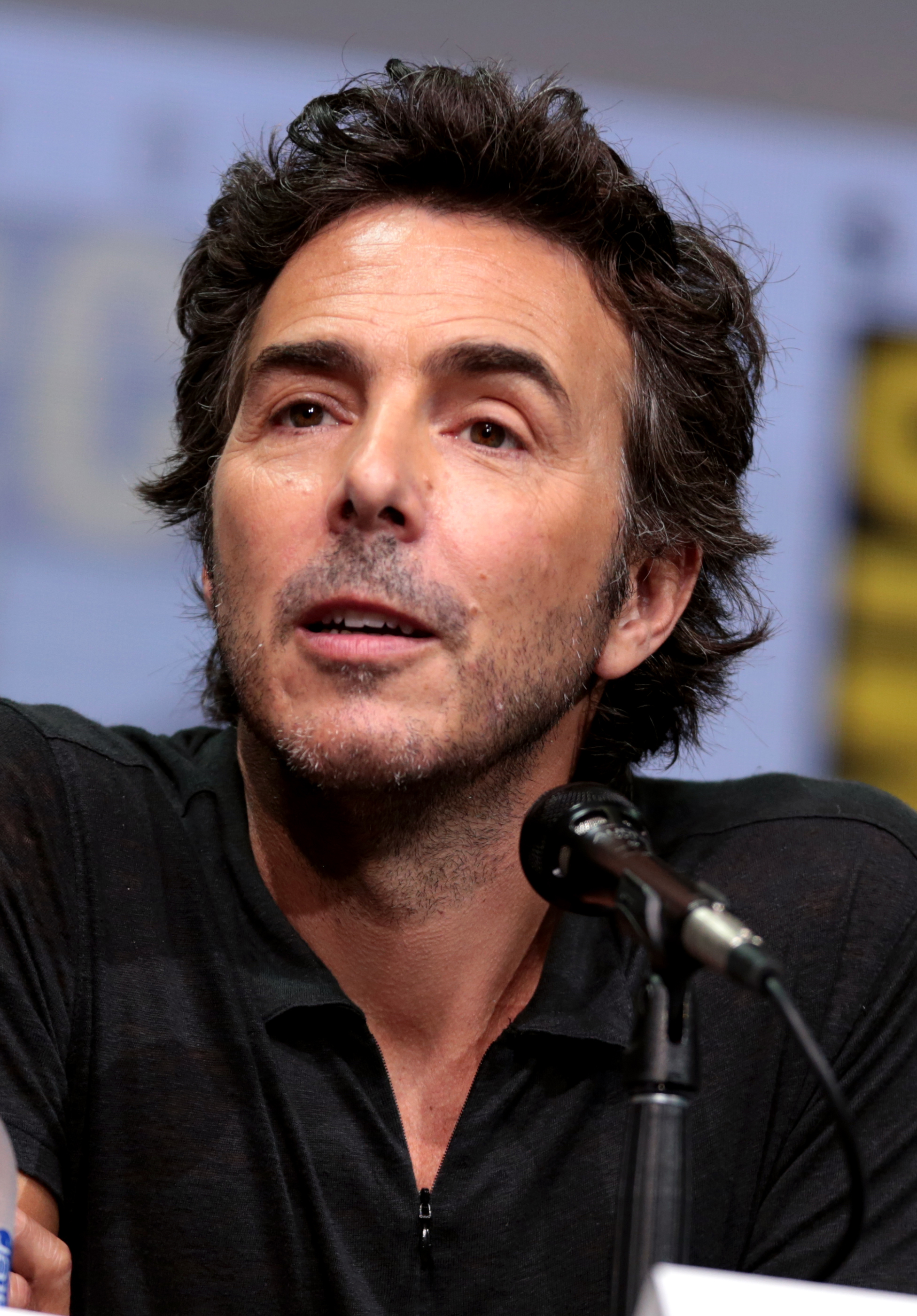
O diretor e produtor Shawn Levy

O projeto, que teve um roteiro de especificações escrito por T.S. Nowlin, foi inicialmente anunciado como Our Name Is Adam (Nosso Nome é Adam, em tradução livre) em outubro de 2012. A Paramount Pictures se interessou em adquirir o filme, e Tom Cruise foi contratado para estrelar.
O filme foi revivido em julho de 2020, quando foi transferido para a Netflix, com Shawn Levy como diretor e Ryan Reynolds escalado para estrelar depois de colaborar anteriormente em Free Guy (2021), enquanto o último rascunho do roteiro foi escrito por Jonathan Tropper, de rascunhos anteriores por Nowlin, Jennifer Flackett e Mark Levin. Em novembro, Jennifer Garner, Zoë Saldaña, Mark Ruffalo, Catherine Keener, Alex Mallari Jr. e Walker Scobell foram adicionados ao elenco.
As filmagens começaram em novembro de 2020 em Vancouver, Colúmbia Britânica, Canadá. As filmagens foram oficialmente encerradas em março de 2021.
Rob Simonsen compôs a partitura. Uma faixa do filme intitulada "The Adam Project" foi lançada como single em 3 de março de 2022.

## Lançamento
O filme foi lançado em 11 de março de 2022, no serviço de streaming Netflix.

## Recepção
No site agregador de resenhas Rotten Tomatoes, 69% das 142 críticas dos críticos são positivas, com uma classificação média de 6,2/10. O consenso do site diz: "Você já viu Ryan Reynolds fazer esse tipo de coisa antes, mas The Adam Project oferece ação de ficção científica de forma bem divertida – e ocasionalmente até emocionante." O Metacritic, que usa uma média ponderada, atribuiu o filme uma pontuação de 55 em 100 com base em 48 críticos, indicando "críticas mistas ou médias".